# Angostura
Angostura este un municipiu în Columbia, în departamentul Antioquia.